# Battaglia di Tassafaronga
La battaglia di Tassafaronga, indicata anche come quarta battaglia dell'isola di Savo o, nelle fonti giapponesi, come la battaglia di Capo Lunga (ルンガ沖夜戦?) fu un confronto navale notturno svoltosi il 30 novembre 1942 tra la United States Navy e la marina imperiale giapponese nel contesto della campagna di Guadalcanal. Lo scontro ebbe luogo sull'Ironbottom Sound (letteralmente "baia dal fondale di ferro") nei pressi di punta Tassafaronga.
Nel corso della battaglia una forza navale statunitense di cinque incrociatori e quattro cacciatorpediniere al comando del contrammiraglio Carleton H. Wright tentò di attaccare di sorpresa un gruppo di otto cacciatorpediniere giapponesi guidate dal contrammiraglio Raizō Tanaka: le unità nipponiche, impegnate in una missione di rifornimento delle truppe sull'isola, furono colte di sorpresa dal tiro dei cannoni statunitensi, che danneggiarono gravemente una delle navi avversarie. Tanaka reagì in maniera repentina con gli altri sette cacciatorpediniere, lanciando numerosi siluri contro le navi statunitensi; gli ordigni andarono a segno su quattro incrociatori che vennero devastati, ma solo uno affondò in seguito ai danni riportati. Il caos venutosi a creare nella formazione statunitense permise a Tanaka di rompere il contatto senza ulteriori danni significativi, sebbene avesse dovuto rinunciare al completamento della missione.
La battaglia rappresentò una severa sconfitta tattica per la marina statunitense, eppure non ebbe importanti ripercussioni sul piano strategico, perché i giapponesi non furono in grado di sfruttare la vittoria per sostenere ulteriormente la lotta sull'isola di Guadalcanal.

## Antefatti

### La campagna di Guadalcanal
Il 7 agosto 1942 le forze alleate (principalmente statunitensi) sbarcarono a Guadalcanal, a Tulagi e nelle isole Florida nell'arcipelago delle Salomone, dando inizio a una lunga e sfibrante campagna. Gli sbarchi sulle isole avevano lo scopo di impedire il loro uso da parte dei giapponesi come basi militari, da cui avrebbero minacciato le rotte di rifornimento fra Stati Uniti e Australia, e farne delle basi di partenza per una campagna militare mirante a neutralizzare la grande base giapponese di Rabaul; questo piano operativo sarebbe inoltre servito a coadiuvare il fronte tenuto in Nuova Guinea. Gli sbarchi diedero inizio alla campagna di Guadalcanal che durò sei mesi.
Le forze terrestri giapponesi stanziate sulle isole, circa 2 000 o 3 000 uomini, furono colte di sorpresa e al tramonto dell'8 agosto le forze alleate, circa 11 000 uomini al comando del generale Alexander Vandegrift, si erano assicurate il possesso di Tulagi e degli isolotti vicini nonché dell'aeroporto giapponese in costruzione a Guadalcanal nella zona di punta Lunga. Successivamente gli Alleati battezzarono l'aeroporto Henderson Field (campo Henderson) e le forze aeree operanti dalla pista come la Cactus Air Force (forza aerea cactus - CAF), a causa del nome in codice usato per indicare Guadalcanal. A protezione dell'aeroporto i marines costituirono un perimetro difensivo attorno al promontorio; all'inizio gli uomini erano a malapena sufficienti per presidiare la linea difensiva, ma nei due mesi successivi l'arrivo di rinforzi portò gli effettivi a più di 20 000.
L'attacco anfibio colse di sorpresa lo Stato maggiore giapponese a Rabaul, ma furono rapidamente organizzate le contromisure: l'incarico di rioccupare Guadalcanal andò alla 17ª armata del tenente generale Harukichi Hyakutake, un'unità con forze corrispondenti a quelle di un corpo d'armata il cui quartier generale era nella base nipponica. Le unità della 17ª armata cominciarono ad arrivare a Guadalcanal dal 19 agosto per ricacciare le forze alleate dall'isola. 

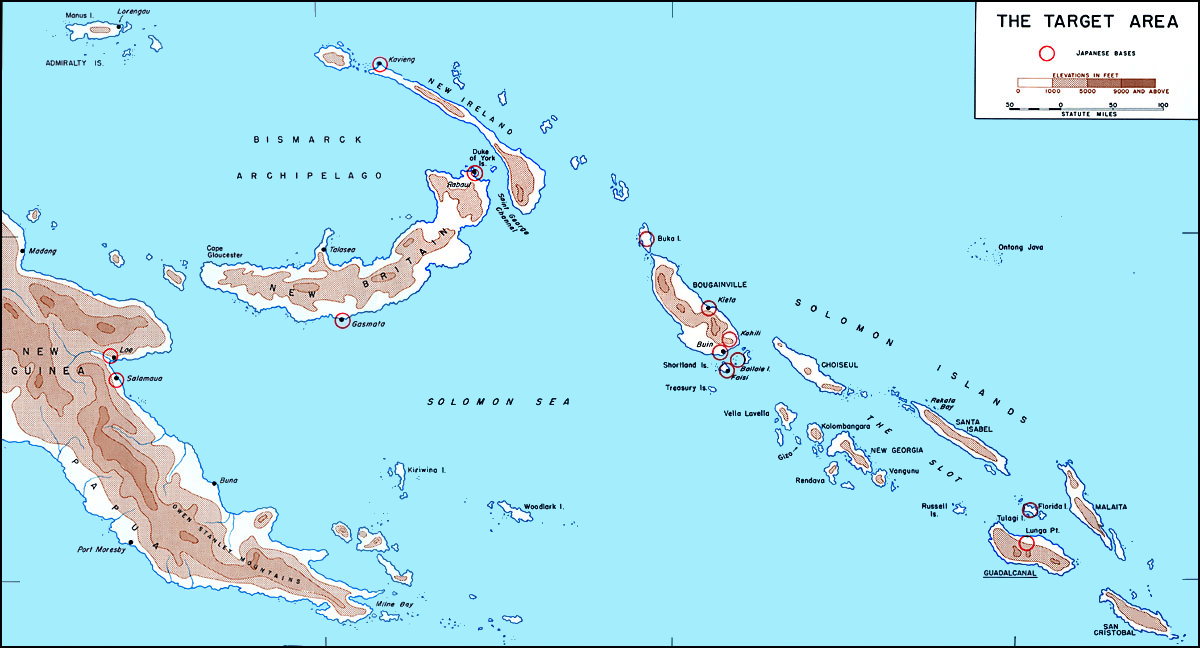
Le Isole Salomone, orientate secondo un asse nord-ovest sud-est. Il braccio di mare tra le due file parallele di isole venne soprannominato the Slot ("la scanalatura") dai marine. Guadalcanal si trova in basso a destra

 A causa della minaccia aerea rappresentata dagli apparecchi di Henderson Field, però, i giapponesi erano poco propensi a impiegare le grosse e lente navi da trasporto per trasferire truppe e rifornimenti a Guadalcanal, un compito che invece i cacciatorpediniere o gli incrociatori leggeri dell'8ª Flotta del viceammiraglio Gun'ichi Mikawa potevano ricoprire, in quanto erano in grado di percorrere in una sola notte la distanza tra l'isola e le loro basi nelle Shortland e Rabaul, minimizzando così il rischio di essere attaccati; tuttavia questo metodo non permetteva di caricare equipaggiamento pesante (artiglieria, carri armati, veicoli) né grandi quantità di vettovaglie assieme alla maggior parte delle truppe. Nonostante tali svantaggi, i trasporti notturni mediante veloci navi da guerra continuarono per tutta la durata della campagna insulare, venendo soprannominate Tokyo Express dagli Alleati e Rat transportation (trasporto da topi) dai giapponesi.
Fin dalla seconda metà di agosto i giapponesi cercarono di rioccupare l'aeroporto e cacciare gli statunitensi da Guadalcanal, ma il primo tentativo andò a vuoto per l'affrettata offensiva. Altri attacchi terrestri, coadiuvati da uscite in forze della flotta nipponica, finirono parimenti in sconfitte anche gravi; il trasferimento di forze significative sull'isola fallì con la battaglia navale di Guadalcanal combattuta tra il 12 e il 15 novembre 1942.
Il 26 novembre il generale Hitoshi Imamura prese il comando dell'8ª area d'armata a Rabaul, che comprendeva sia la 17ª armata di Hyakutake nelle isole Salomone che la 18ª in Nuova Guinea. Imamura si pose l'obiettivo primario di riprendere il controllo di Henderson Field e Guadalacanal, tuttavia la controffensiva alleata sviluppatasi in Nuova Guinea tra novembre e dicembre costrinse il generale a cambiare le sue priorità: egli valutò la situazione in Nuova Guinea più rischiosa per Rabaul e dirottò i rinforzi in quello scacchiere, sospendendone l'invio a Guadalcanal.

### La crisi logistica
A causa di una combinazione della minaccia degli aerei della CAF, delle PT boat della US Navy con base a Tulagi e a un ciclo di notti ben illuminate dalla luna, i giapponesi effettuarono i trasporti di rifornimenti per le loro truppe a Guadalcanal utilizzando sommergibili. A partire dal 16 novembre 1942, e continuando per le tre settimane successive, 16 battelli si dettero il cambio ogni notte per trasportare vettovaglie alla guarnigione: ognuno poteva trasportare da 20 a 30 tonnellate di rifornimenti, equivalenti a circa una giornata di cibo per le truppe della 17ª armata, tuttavia le difficoltà di trasferire i rifornimenti a mano attraverso la giungla fino alle unità di prima linea limitava la loro efficacia per sostenere le truppe. Contemporaneamente i giapponesi cercarono di creare una catena di tre basi nella Salomone centrali (Isole Shortland, Vella Lavella e Gizo) dando così modo alle navi di minore tonnellaggio di sfruttare approdi intermedi e contribuire così al rinforzare Guadalcanal, ma gli attacchi aerei alleati sulle basi in costruzione provocarono gravi danni e costrinsero all'abbandono del piano.
Il 26 novembre la 17ª armata comunicò ufficialmente a Imamura che si trovava in crisi per quanto riguardava i rifornimenti di cibo: addirittura alcune unità di prima linea non avevano ricevuto cibo per sei giorni e le truppe di seconda linea avevano le razioni ridotte a un terzo. La situazione era tanto precaria che i giapponesi si risolsero a usare ancora una volta i cacciatorpediniere per portare i rifornimenti necessari.

## La missione

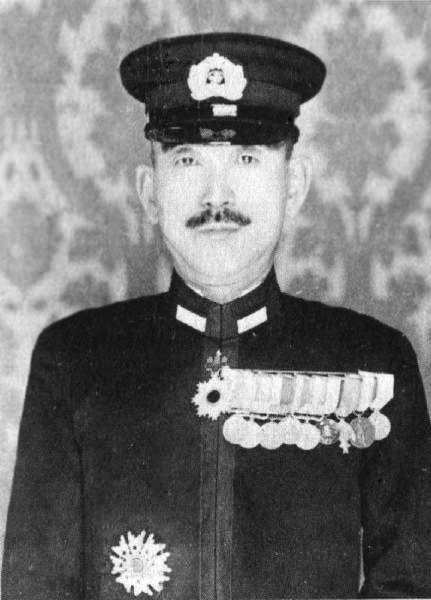
Il contrammiraglio nipponico Raizō Tanaka

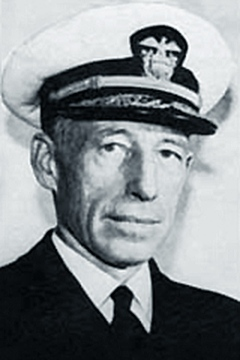
Il contrammiraglio statunitense Carleton H. Wright

Il comando dell'8ª flotta studiò un piano per cercare di ridurre l'esposizione dei cacciatorpediniere durante le delicate missioni notturne. Grossi recipienti cilindrici per petrolio o benzina vennero puliti e riempiti di rifornimenti sanitari o di cibo, con un sufficiente volume d'aria per permetterne il galleggiamento e legati fra loro con gomene; una volta che le navi giungevano davanti alle coste di Guadalacanal avrebbero dovuto effettuare una virata stretta a 180°, i cilindri sarebbero stati gettati in acqua e un nuotatore o una lancia proveniente da terra avrebbe dovuto afferrare la gomena per trascinarli a riva, dove i soldati avrebbero recuperato i rifornimenti.

### Forze giapponesi
L'Unità rinforzi per Guadalacanal dell'8ª Flotta, stanziata nelle isole Shortland sotto il comando del contrammiraglio Raizō Tanaka, aveva ricevuto dal viceammiraglio Gun'ichi Mikawa l'incarico di effettuare il primo dei cinque viaggi programmati usando il metodo dei cilindri nella notte del 30 novembre. L'unità di Tanaka aveva la sua forza principale negli otto cacciatorpediniere della 2ª Squadriglia: sei erano incaricati di trasportare da 200 a 240 cilindri di rifornimenti ciascuno (Kuroshio, Oyashio, Kagero, Suzukaze, Kawakaze e Makinami) fino alla punta di Tassafaronga, a Guadalcanal; per destinare quanto più peso possibile al carico le unità avevano dovuto rinunciare a metà della normale dotazione di siluri Type 93 conservando ciascuna solo 8 ordigni (uno per tubo lanciasiluri). La nave ammiraglia di Tanaka era il cacciatorpediniere Naganami che assieme al Takanami svolgeva le funzioni di scorta. Queste erano le uniche due navi pronte al combattimento..
Gli americani invece si aspettavano una composizione ben diversa, con sei cacciatorpediniere ed altre unità da guerra più pesanti che scortavano navi da trasporto; in effetti i radar di tiro delle unità statunitensi non tracciarono mai più di otto navi contemporaneamente (rilevamento del cacciatorpediniere USS Fletcher).

### Forze statunitensi
Dopo la battaglia navale di Guadalcanal il viceammiraglio William Halsey, comandante navale delle forze alleate nel Pacifico meridionale, aveva riorganizzato le unità della US Navy ai suoi ordini includendo, il 24 novembre, la formazione della Task Force 67 (TF67) a Espiritu Santo: essa era formata dagli incrociatori pesanti Minneapolis, New Orleans, Pensacola e Northampton, dall'incrociatore leggero USS Honolulu e dai quattro cacciatorpediniere USS Fletcher, USS Drayton, USS Maury e USS Perkins. Il contrammiraglio Carleton H. Wright assunse il comando della squadra il 28 novembre, sostituendo Thomas Kinkaid.
Dopo aver preso il comando Wright riunì i comandanti delle singole navi per informarli delle sue intenzioni riguardo ai futuri scontri contro le forze giapponesi, prevedendo battaglie notturne attorno a Guadalacanal. Con l'aiuto di Kinkaid, Carleton aveva steso un piano secondo il quale i cacciatorpediniere, alcuni dei quali forniti di radar, tenessero la funzione di picchetti esploranti davanti agli incrociatori, divisi in due gruppi ognuno con una nave fungente da controllore radar; in dotazione alle navi statunitensi erano in dotazione diversi tipi di radar da ricerca di superficie, con prestazioni differenti, specificatamente CXAM, SC-1 ed SG; ogni gruppo doveva contenere almeno una nave con un apparato CXAM o SC ed una con l'SG; era fatto divieto assoluto di usare il proiettore da ricerca, e anche le luci di combattimento a meno che non si fosse stati inquadrati da fuoco amico; il tiro doveva essere condotto dai radar di controllo fuoco e per quanto possibile mantenuto in questa condizione, usando le granate illuminanti in subordine.
Una volta avvistato l'avversario, avrebbero lanciato i siluri, per poi aprire la linea di rilevamento liberando il campo di tiro agli incrociatori. A questo punto gli incrociatori avrebbero dovuto impegnare le navi giapponesi con l'artiglieria a una distanza fra i 9 000 e gli 11 000 metri (10 000-12 000 iarde); gli idrovolanti in dotazione agli incrociatori sarebbero decollati per lanciare dei bengala nel corso della battaglia e facilitare così l'individuazione ottica delle navi nipponiche..

## Avvicinamento

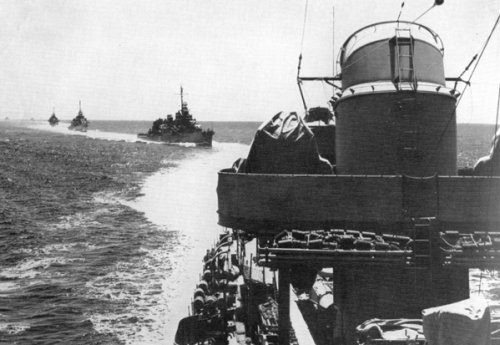
La Task Force 67 si dirige su Guadalcanal il 30 novembre 1942. Il Fletcher, in testa, è seguito dai cacciatorpediniere Perkins, Maury e Drayton; gli incrociatori sono a malapena visibili sullo sfondo

Il 29 novembre i servizi di informazione alleati intercettarono e decodificarono un messaggio giapponese trasmesso alla 17ª armata a Guadalcanal, che la preavvisava di un'azione di rifornimento di Tanaka. Informato del messaggio, Halsey ordinò a Wright di intercettare Tanaka al largo di Guadalacanal con la TF67, denominata in codice William: la formazione, con Wright imbarcato sul Minneapolis, partì da Espiritu Santo a 27 nodi appena prima della mezzanotte del 29 novembre, i cacciatorpediniere alle 23:10 e gli incrociatori alle 23:35, per un percorso di 580 miglia per Guadalacanal. Nel corso del tragitto, due ore prima dell'azione, su ordine del COMSOPAC si unirono alla TF67 nel Canale di Lengo i cacciatorpediniere USS Lamson e USS Lardner, di ritorno insieme ad altri tre caccia dalla scorta di un convoglio di tre trasporti per l'isola; mancando il tempo di informare i comandanti di queste navi del piano previsto, Wright li pose a poppa degli incrociatori. Alle 17:00 del 30 novembre gli incrociatori di Wright lanciarono un idrovolante ciascuno, in direzione di Tulagi dove avrebbero dovuto ammarare e rimanere in attesa, con l'ordine di decollare alle ore 22:00 della notte successiva, e perlustrare il mare tra Capo Esperanza e Punta Lunga e riferire di eventuali navi nipponiche, con l'ordine di lanciare i bengala con paracadute dei quali erano forniti solo dietro espressa richiesta del comandante in mare. Alle 20:00 Wright diede l'ordine agli equipaggi di assumere i posti di combattimento.
La forza di Tanaka mosse dalle Shortland appena dopo la mezzanotte del 30 novembre per dirigere su Guadalcanal. L'ammiraglio giapponese tentò di ingannare la ricognizione aerea alleata dirigendo prima con rotta nord-est attraverso lo stretto di Bougainville, poi assunse una rotta sud-est e successivamente sud per passare attraverso lo stretto Indispensable. Paul Mason, un coastwatcher (membro dell'intelligence) australiano di base nella parte meridionale di Bougainville, riferì via radio la partenza delle navi di Tanaka dalle Shortland e questo messaggio fu passato a Wright. Nello stesso tempo, un ricognitore nipponico avvistò un convoglio alleato nei pressi di Guadalcanal e trasmise l'avvistamento a Tanaka: egli comunicò ai comandanti dei cacciatorpediniere di tenersi pronti ad azioni di combattimento per la notte successiva, e che «... in tal caso lo sforzo maggiore deve essere dedicato alla distruzione delle forze nemiche, senza preoccuparsi dello sbarco dei rifornimenti».

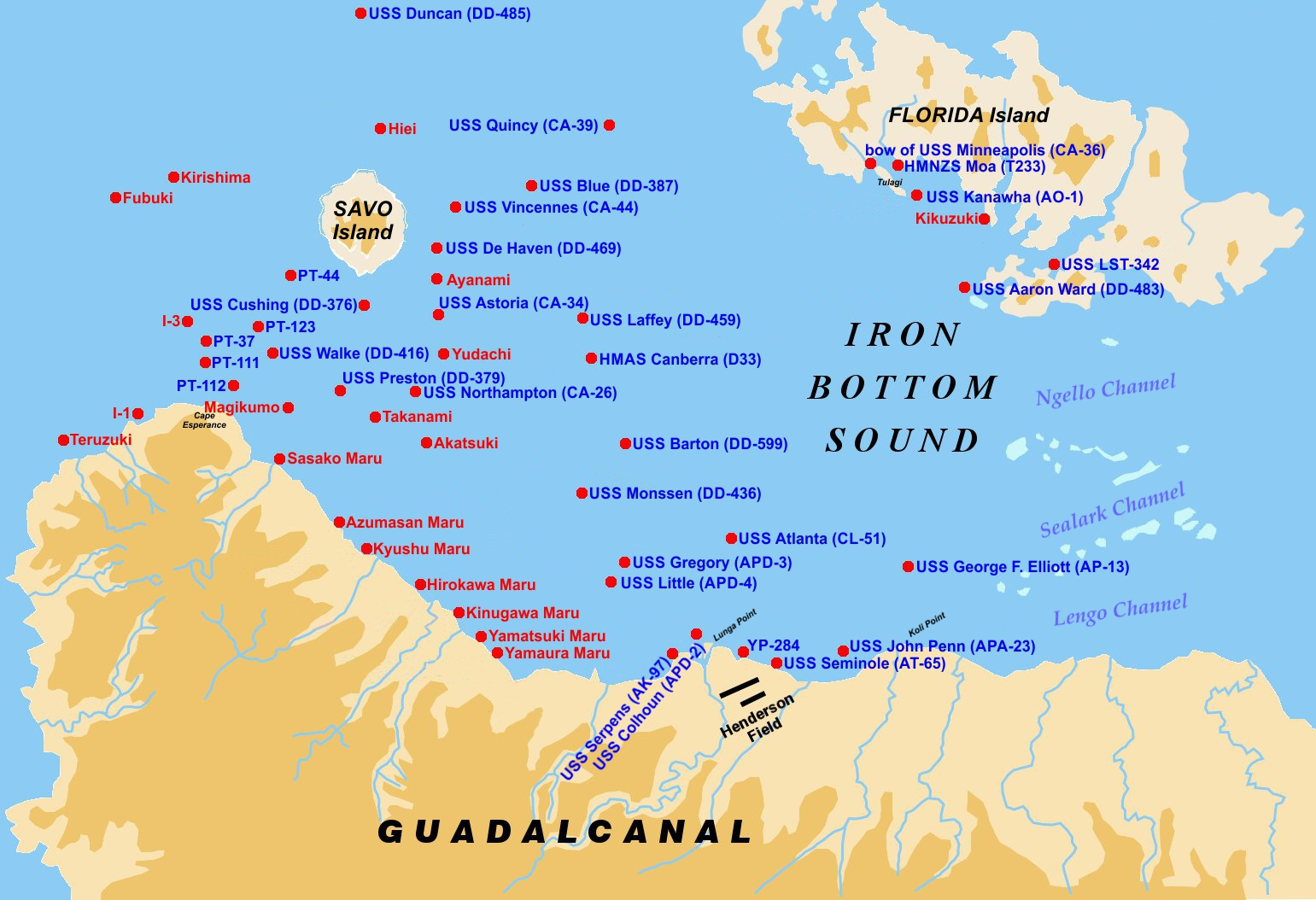
La collocazione dei relitti e i punti di riferimento nel tratto di mare antistante Henderson Field, noto come Iron Bottom Sound

## La battaglia

### Fasi preliminari

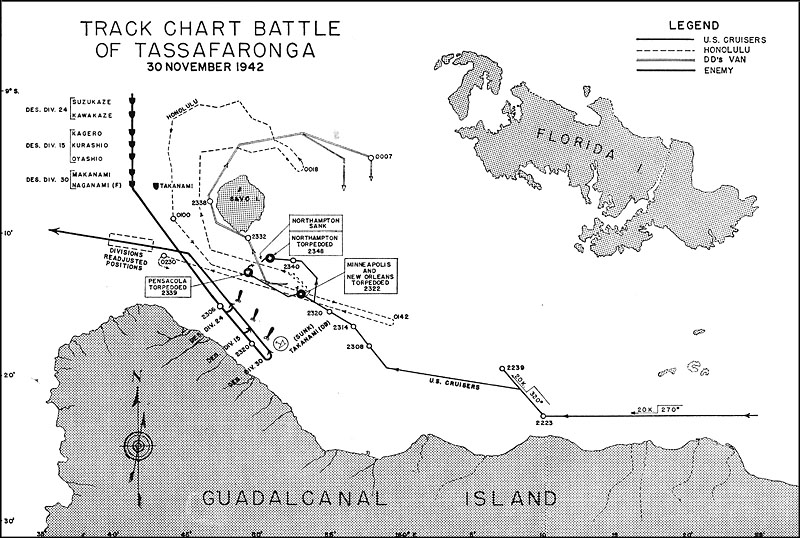
Mappa prodotta dall'US Navy della battaglia di Tassafaronga, basata sui rapporti dei partecipanti d'entrambi gli schieramenti

Alle 21:40 del 30 novembre, le navi di Tanaka avvistarono l'isola di Savo dallo stretto Indispensable. Le unità giapponesi erano in linea di fila poste a intervalli regolari di 600 metri: in testa si trovava il Takanami, seguito dall'Oyashio, dal Kuroshio, dal Kagero, dal Makinami, dal Naganami, dal Kawakaze e dal Suzukaze. Nello stesso momento la TF67 entrava nel canale di Lengo con rotta ovest con una formazione a colonna: la prima nave era il cacciatorpediniere Fletcher, venivano poi il Perkins, il Maury e il Drayton; più indietro erano gli incrociatori (nell'ordine) Minneapolis, New Orleans, Pensacola, Honolulu, Northampton, seguiti dai due cacciatorpediniere Lamson, e Lardner. I quattro cacciatorpediniere d'avanguardia precedevano gli incrociatori di circa 3 600 metri (4 000 iarde) mentre gli incrociatori navigavano spostati di circa 900 metri (1 000 iarde).
Alle 22:40 le navi di Tanaka passarono a sud di Savo circa 3 miglia al largo di Guadalcanal e rallentarono a 12 nodi mentre si avvicinavano all'area di scarico; il Takanami prese posizione circa un miglio verso il largo per schermare la colonna delle altre navi. Nello stesso momento la TF67 uscì dal canale di Lego nel braccio di mare, dirigendo verso l'isola di Savo a 20 nodi: i cacciatorpediniere all'avanguardia si avvicinarono alla costa mentre gli incrociatori continuarono a navigare più al largo. Il cielo notturno era in periodo di luna nuova con una visibilità compresa fra 2 e 7 miglia. Poiché il mare era estremamente calmo, non vi erano onde che potessero aiutare i galleggianti degli idrovolanti a rompere il contatto con l'acqua in fase di decollo e quindi si creava un effetto di risucchio; di conseguenza gli idrovolanti degli incrociatori di Wright ritardarono il loro decollo dal porto di Tulagi, quindi non ebbero parte nella battaglia..
Alle 23:06 la forza di Wright cominciò a rilevare le navi di Tanaka sul radar in prossimità di Capo Esperance circa a 21 000 metri (23 000 iarde) di distanza. I cacciatorpediniere di Wright si riunirono alla colonna che continuò a dirigere verso Savo. Nello stesso momento le navi di Tanaka, che non erano fornite di radar, si separarono in due gruppi e si prepararono a calare in mare i cilindri. Il Naganami, il Kawakaze, ed il Suzukaze si diressero verso la loro zona di scarico nei pressi della spiaggia di Doma mentre il Makinami, il Kagero, l'Oyashio, ed il Kuroshio si diressero verso la vicina Tassafaronga. Alle 23:12 il Takanami ebbe un avvistamento ottico della colonna di Wright, presto confermato dalle altre navi: alle 23:16 Tanaka diede l'ordine di sospendere i preparativi per lo scarico e diede l'ordine di "Attacco generale".

### Il combattimento

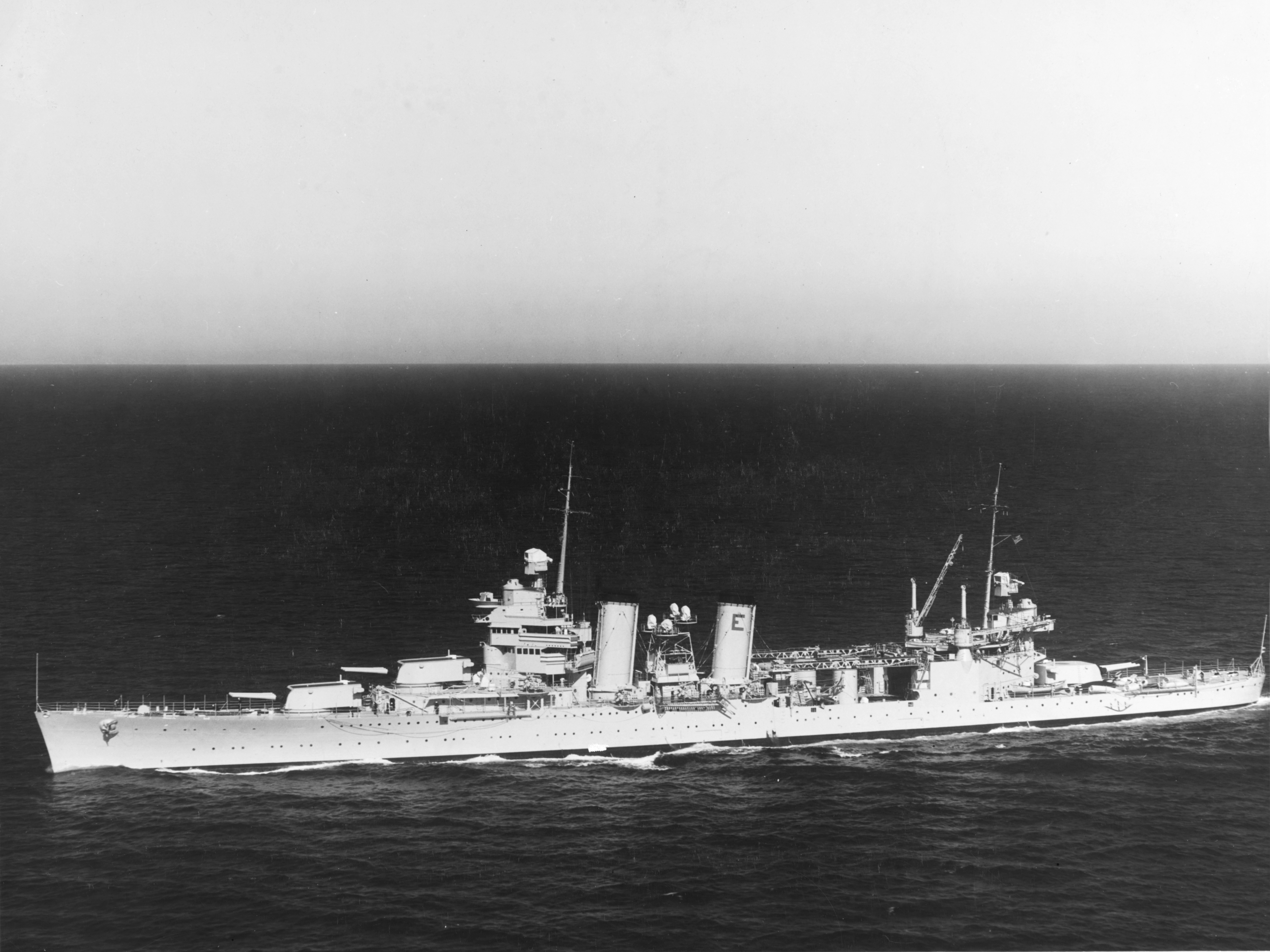
L'incrociatore statunitense USS Minneapolis

Alle 23:14 gli operatori sul Fletcher registrarono il contatto radar sul Takanami ed il gruppo di testa di quattro cacciatorpediniere che trasportavano i cilindri. Un minuto più tardi il comandante dei cacciatorpediniere William M. Cole, trovandosi a circa 6 300 metri (7 000 iarde) dai giapponesi, richiese per radio a Wright il permesso di lanciare i siluri. Wright attese due minuti e rispose: «Distanza dai bersagli [le navi di Tanaka con cui esisteva il contatto radar] attualmente eccessiva», Cole controbatté che la distanza era corretta. Passarono altri due minuti prima che Wright rispondesse autorizzando l'apertura del fuoco. Nel frattempo i bersagli dei cacciatorpediniere statunitensi sfuggirono da un'ottima posizione per il fuoco, direttamente di prua all'attaccante, ad una posizione marginale passando al traverso, costringendo i siluri statunitensi a un lungo percorso per raggiungerli pressoché al limite della loro portata. Alle 23:20 il Fletcher lanciò 10 siluri Mark 15, seguiti dagli otto del Perkins e dai due del Drayton; il Maury, non disponendo del radar, era all'oscuro della posizione nipponica e trattenne il fuoco.
Nello stesso momento Wright ordinò alla sua forza di aprire il fuoco con i cannoni. Alle 23:21 il Minneapolis obbedì sparando la prima salva, subito imitato dagli altri incrociatori statunitensi. I quattro cacciatorpediniere di Cole spararono colpi illuminanti per meglio localizzare il bersaglio, come da piano, ed aumentarono la velocità per liberare l'area di tiro degli incrociatori, permettendo loro di operare con le artiglierie.
Data la sua vicinanza alla colonna di Wright, il Takanami fu colpito dalla maggior parte della prima salva statunitense; la nave rispose al fuoco lanciando tutti e 8 i siluri, ma in capo a quattro minuti il cacciatorpediniere venne incendiato e devastato dai proietti statunitensi. Mentre il Takanami soccombeva, il resto delle navi di Tanaka, quasi non viste dagli avversari, aumentarono la velocità, manovrarono e si prepararono a rispondere all'attacco statunitense. Tutti i siluri lanciati da Cole mancarono il bersaglio.

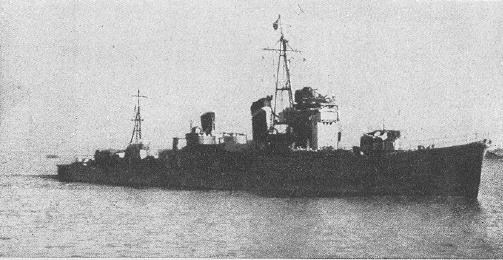
Il cacciatorpediniere giapponese Kawakaze

La nave ammiraglia Naganami invertì la rotta verso dritta, aprì il fuoco ed iniziò a distendere una cortina fumogena. Le due navi successive di poppa, il Kawakaze ed il Suzukaze, diressero invece verso sinistra. Alle 23:23 il Suzukaze lanciò otto siluri in direzione delle vampe dei cannoni degli incrociatori di Wright, seguito dal Naganami e dal Kawakaze che lanciarono ciascuno una salva completa di otto ordigni, rispettivamente alle 23:32 e alle 23:33.
Nel frattempo i quattro cacciatorpediniere alla testa della colonna giapponese mantennero la direzione precedente lungo la costa di Guadalcanal, permettendo agli incrociatori di Wright di passare con rotta opposta. Una volta al largo del Takanami alle 23:38 il Kuroshio lanciò quattro siluri e l'Oyashio ne lanciò otto in direzione della colonna di Wright, invertendo successivamente la rotta ed aumentando la velocità; le navi statunitensi mantennero rotta e velocità immutate mentre un gruppo di 44 siluri nipponici correvano verso di loro.
Alle 23:27, mentre il Minneapolis sparava la sua nona salva e Wright si preparava ad ordinare un cambiamento di rotta alla sua colonna, due siluri (provenienti dal Suzukaze o più probabilmente dal Takanami) lo colpirono.

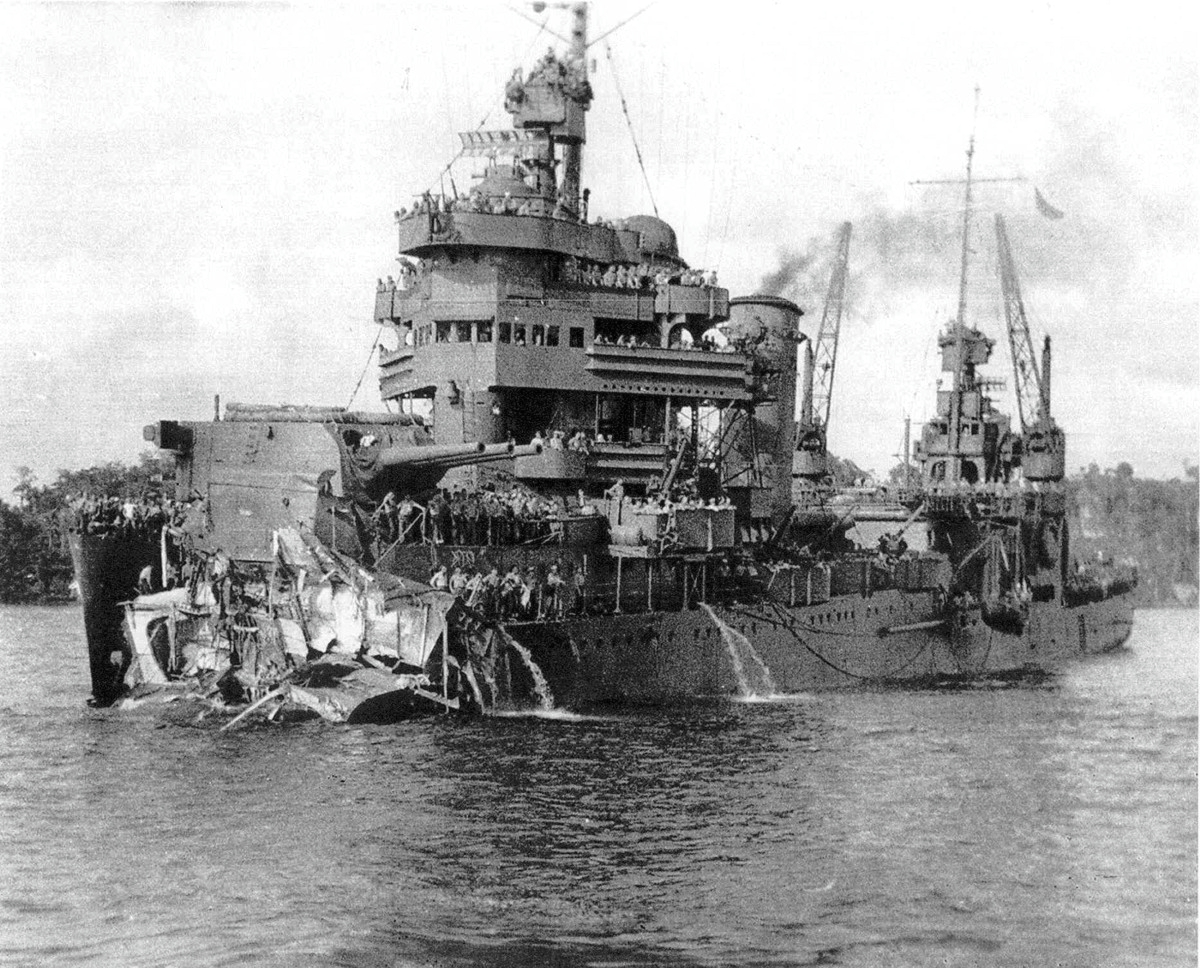
Il New Orleans all'ancora a Tulagi il mattino successivo alla battaglia, privo della prua fino alla torre numero due

Meno di un minuto dopo un siluro del Takanami che a quel punto era già un relitto in fiamme colpì il New Orleans davanti alla torretta numero uno e provocò l'esplosione dei magazzini di munizioni e dei serbatoi di benzina avio lì dislocati: l'esplosione uccise tutti i serventi delle due torri prodiere e piegò la prua verso sinistra; la rotazione della prua ancora collegata allo scafo della nave da un solo lato e la pressione sulle lamiere dovuta alla velocità residua ed all'inerzia della nave danneggiarono ulteriormente lo scafo stesso, facendola affondare immediatamente fino ai quartieri di prua, fino al distacco della prua stessa. L'incrociatore fu costretto a muovere a marcia indietro verso dritta, manovra resa molto difficile dallo scafo devastato; furono inoltre perdute le comunicazioni con le altre navi. A bordo i morti assommavano a 183..

Herbert Brown, un marinaio nella sala rotta della nave, descrisse la scena dopo l'impatto del siluro. 
()
L'incrociatore pesante Pensacola, vedendo le due navi gregarie colpite che andavano fuori rotta in modo più o meno incontrollato, virò a dritta per superarle; una volta oltrepassatele tornò sulla rotta precedente ma alle 23:39 fu raggiunto da un siluro all'altezza dell'albero principale. L'esplosione lanciò nafta in fiamme nell'interno e sulla plancia di comando della nave, uccidendo 125 uomini dell'equipaggio. Lo scoppio spezzò inoltre l'albero motore esterno destro e la nave sbandò di 13°: l'incrociatore non aveva più la capacità di dirigere, le comunicazioni erano saltate e la velocità era ridotta a pochi nodi.
A poppa del Pensacola, il comandante dell'Honolulu decise di superare il Minneapolis ed il New Orleans a sinistra; contestualmente alla manovra la nave aumentò la velocità fino a 30 nodi, manovrò con rapidità e attraversò senza danni l'area della battaglia, pur mantenendo il tiro delle torri principali contro i cacciatorpediniere giapponesi che stavano sparendo rapidamente. L'ultimo incrociatore della colonna statunitense, il Northampton, seguì l'Honolulu per superare gli incrociatori danneggiati a sinistra, ma non seguì l'esempio di questi e mantenne rotta e velocità; alle 23:48, dopo essere tornato sulla rotta originale, il Northampton fu colpito da due siluri del Kawakaze. Uno esplose circa 3 metri (10 piedi) sotto la linea di galleggiamento all'altezza della sala motori posteriore; l'altro urtò la nave quattro secondi più tardi, circa 12 metri (40 piedi) verso poppa. La sala macchine posteriore fu allagata, tre dei quattro alberi motore rimasero bloccati, la nave sbandò di 10° e prese fuoco: l'equipaggio perse 50 membri.
Le ultime navi della colonna di Wright, il Lamson ed il Lardner, non furono in grado di localizzare nessun bersaglio ed uscirono dall'area di combattimento verso est dopo essere state sotto il fuoco amico delle mitragliatrici del New Orleans. I quattro cacciatorpediniere di Cole, invece, dopo essersi disimpegnati per lasciare campo libero agli incrociatori, effettuarono il periplo dell'isola di Savo a velocità massima e rientrarono nell'area di combattimento da nord, ma lo scontro era ormai finito.
Intanto alle 23:44 Tanaka ordinò alle sue navi di rompere il contatto e di abbandonare subito la zona; mentre procedevano parallele alla costa di Guadalcanal il Kuroshio ed il Kagero lanciarono altri otto siluri contro le navi statunitensi per finirle, ma nessuno andò a segno. Nel frattempo, Tanaka provava a comunicare con il Takanami che non rispondeva più alle chiamate, quindi il contrammiraglio inviò l'Oyashio ed il Kuroshio in soccorso. Alle 01:00 i due cacciatorpediniere individuarono con facilità la nave in fiamme, ma rinunciarono ad assisterla perché localizzarono poco dopo navi da guerra statunitensi nell'area. L'Oyashio ed il Kuroshio abbandonarono velocemente l'Ironbottom Sound, per raggiungere le altre navi di Tanaka per il viaggio di ritorno alle Shortland, che raggiunsero dieci ore dopo. Il Takanami fu l'unica nave giapponese colpita dal tiro statunitense e gravemente danneggiata nel corso della battaglia.

## L'esito e le conseguenze
I sopravvissuti dell'equipaggio del Takanami abbandonarono la nave alle 01:30, ma una forte esplosione uccise una gran parte degli uomini in mare, inclusi il comandante della divisione Toshio Shimizu ed quello della nave, Masami Ogura. La spiaggia di Guadalcanal fu raggiunta solo da 48 marinai, gli unici sopravvissuti dei 244 uomini di equipaggio; 19 furono catturati a terra dagli statunitensi.

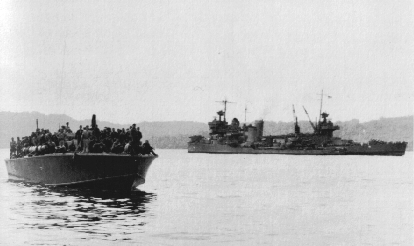
Una motosilurante trasporta a Tulagi i sopravvissuti del Northampton, la mattina del 1º dicembre. Sullo sfondo è visibile il menomato New Orleans

L'equipaggio del Northampton non fu in grado di contenere gli incendi, e quando alle 01:30 lo sbandamento della nave raggiunse i 35° gli uomini iniziarono a lanciarsi in acqua: l'incrociatore affondò circa alle 03:03 a 4 miglia da Doma Cove a Guadalcanal (9°12′S 159°50′E). I cacciatorpediniere Fletcher e Drayton salvarono i 733 sopravvissuti dell'equipaggio.
Il mattino del 1º dicembre il Minneapolis, il New Orleans e il Pensacola presero una rotta verso Tulagi a 19 nodi dove furono ricoverati per le riparazioni di emergenza. Gli incendi sul Pensacola divamparono per 12 ore prima di essere spenti; dopo sistemazioni provvisorie, lasciò Tulagi il 6 dicembre per le retrovie dove ricevere ulteriori riparazioni. Dopo la costruzione di prue di fortuna utilizzando tronchi di palme di cocco, il 12 dicembre il Minneapolis salpò per la base statunitense a Espiritu Santo, mentre il New Orleans diresse per il porto di Sydney: tutti e tre gli incrociatori ebbero bisogno di lunghe e notevoli riparazioni; il New Orleans rientrò in servizio nell'agosto 1943, il Minneapolis a settembre e il Pensacola a ottobre.

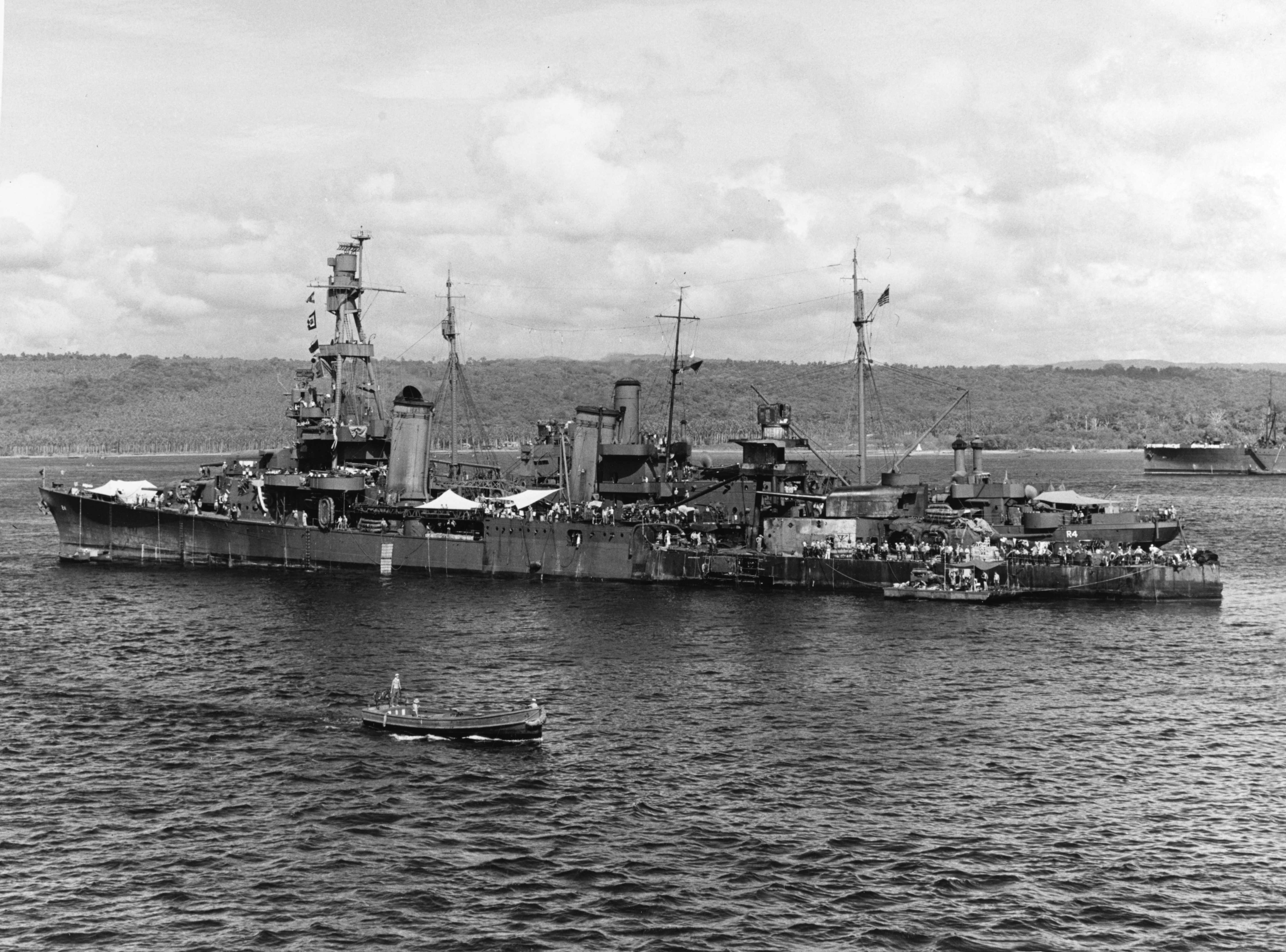
L'incrociatore Pensacola sbandato a causa dei danni, affiancato il 17 dicembre alla nave officina Vestal per le riparazioni, con in evidenza il buco di un siluro sotto l'albero di poppa e i segni dell'incendio

La battaglia fu una delle più severe sconfitte subite dalla US Navy nella seconda guerra mondiale, preceduta unicamente dall'attacco di Pearl Harbor e dalla battaglia dell'isola di Savo. Nonostante l'esito dello scontro, il comportamento tenuto da Wright venne premiato con la Navy Cross (Croce di guerra della marina), una delle più elevate decorazioni militari al valore statunitensi: minimizzando in parte la distruzione della propria squadra, Wright affermò nel suo rapporto che i giapponesi avevano perduto quattro cacciatorpediniere e subito danni su altri due. Halsey, nei commenti sul rapporto di Wright, assegnò la maggior parte della responsabilità della sconfitta a Cole, sostenendo che il comandante della squadriglia cacciatorpediniere aveva lanciato i siluri troppo prematuramente perché fossero efficaci, senza contare che subito dopo aveva girato attorno all'isola di Savo invece di dare man forte agli incrociatori con le artiglierie.
Il contrammiraglio Tanaka, dal canto suo, ritenne di aver affondato una corazzata e due incrociatori nel corso della battaglia.
L'ultimo tentativo di portare cibo a Guadalcanal fu guidato da Tanaka la notte dell'11 dicembre, posto al comandi di una flottiglia di 11 cacciatorpediniere. Durante il viaggio d'andata, cinque motosiluranti statunitensi attaccarono Tanaka al largo di Guadalcanal e in particolare le due unità PT-37 e PT-40 silurarono la sua ammiraglia Teruzuki, danneggiandola pesantemente e ferendo Tanaka stesso. Dopo che il contrammiraglio fu trasferito sul Naganami, il Teruzuki fu affondato: solo 220 dei 1 200 cilindri di rifornimenti rilasciati quella notte furono recuperati del personale dell'esercito giapponese sulla spiaggia. Tanaka fu successivamente sollevato dal comando e trasferito in Giappone il 29 dicembre 1942.
Il 12 dicembre la marina nipponica propose l'abbandono di Guadalcanal. Nonostante l'opposizione dei comandanti dell'esercito, che vedevano ancora la possibilità di riprendere Guadalacanal agli Alleati, il 31 dicembre 1942 il Gran Quartier generale imperiale giapponese ebbe l'approvazione dell'imperatore per sgomberare tutte le forze dall'isola e stabilire la nuova linea di difesa nella Nuova Georgia. I giapponesi evacuarono le forze terrestri sopravvissute da Guadalcanal nel giro di tre notti, dal 2 al 7 febbraio 1943, dando la vittoria agli Alleati dopo una campagna duramente combattuta. A partire dall'estate di quell'anno, gli Stati Uniti (coadiuvati dall'Australia e dalla Nuova Zelanda) iniziarono a espugnare le posizioni nipponiche nelle Salomone, arrivando nei primi mesi del 1944 a bombardare pesantemente e neutralizzare la piazzaforte di Rabaul, anche se questa si arrenderà solo alla fine della guerra.